# Bud Abbott
William Alexander ”Bud” Abbott, född 2 oktober 1895 i Asbury Park, New Jersey, död 24 april 1974 i Woodland Hills, Los Angeles, Kalifornien, var en amerikansk skådespelare och komiker känd från såväl film, radio och TV. Abbott medverkade bland annat i filmer som Akta're för spöken (1941), Ursäkta skynket (1942), Förlåt, att jag spökar (1946), Huuu! Så hemskt (1948) och På grön kvist (1952).
Abbott uppträdde perioden 1935–1957 tillsammans med Lou Costello som komikerparet Abbott och Costello.
Bud Abbott (liksom Costello) är en av 33 personer inom nöjesbranschen som har tre eller flera stjärnor på Hollywood Walk of Fame.